# Антиглобалізм

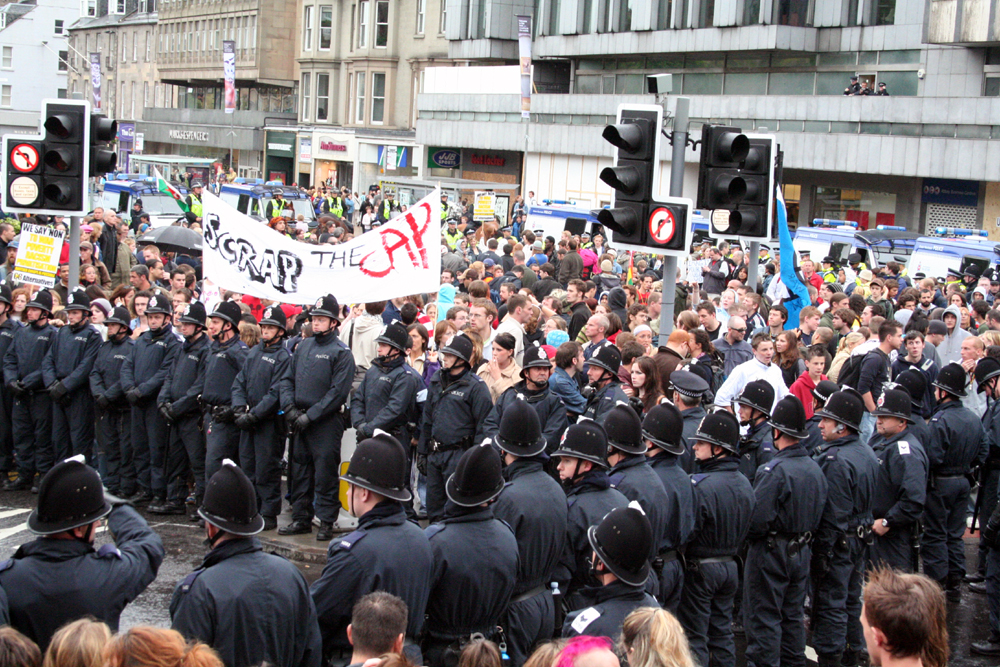
Протести проти глобалізації в Единбурзі під час початку 31-го саміту G8

Антиглобалізм — загальний термін, що описує політичну позицію людей, що протистоять політиці глобалізації. Прихильники антиглобалізму загалом об'єднані ідеєю протистояння політичній владі транснаціональних корпорацій за рахунок суверенітету держав, що проявляється у вигляді торгових договорів та впливу міжнародних економічних організацій. Цей процес, на їхню думку, шкодить демократії, правам людини, довкіллю і особливо суспільствам країн, що розвиваються.
Антиглобалізм включає багато окремих рухів. Багато людей, яких називають антиглобалістами, не сприймають цього терміна, й використовують інші назви, такі як «Рух всесвітньої справедливості», «Рух рухів» (популярний термін в Італії), «альтерглобалізм» (переважно у Франції) та багато інших. В Україні антиглобалістичний рух тільки набуває свого оберту.
До числа таких об'єднань належить «Глобальний рух народів», створений 1994 року в Південній Мексиці з метою запобігання підписанню Північноамериканського договору про вільну торгівлю, «Масове суспільство» (організація, заснована 1995 року основним організатором акцій протесту Грінпісу Росселом) та організація «Відродіть вулиці» (відзначилася тим, що на тривалий час перекривала вулиці для святкувань). Основними їх цілями є різного роду міжнародні організації, такі, як МВФ, Світовий банк, а також транснаціональні корпорації (такі, скажімо, як McDonald's). Дані організації належать до числа радикальних політичних угруповань.

## Історія
Кінець ХХ — початок XXI ст. знаменувались сплеском активності антиглобалістських громадських сил. Вони часто виступають не проти самого процесу глобалізації, а проти несправедливого устрою світу, коли прірва між якістю життя в найрозвиненіших та найбідніших країнах світу стає все більшою. Типовими є акції протесту антиглобалістів проти самітів голів держав «великої сімки» — провідних держав світу.